# Raffadali
Raffadali là một đô thị của tỉnh Agrigento ở vùng Sicilia, có vị trí cách khoảng 80 km về phía nam của Palermo và khoảng 10 km về phía tây bắc của Agrigento. Vào thời điểm ngày 31 tháng 12 năm 2004, đô thị này có dân số 13.457 người và diện tích là 22,2 km².
Raffadali giáp các đô thị sau: Agrigento, Joppolo Giancaxio, Sant'Angelo Muxaro, Santa Elisabetta.